# Liste des planètes mineures (262001-263000)
Voici la liste des planètes mineures numérotées de 262001 à 263000. Les planètes mineures sont numérotées lorsque leur orbite est confirmée, ce qui peut parfois se produire longtemps après leur découverte. Elles sont classées ici par leur numéro et donc approximativement par leur date de découverte.

## Planètes mineures 262001 à 263000

### 262001-262100
| Nom    | Désignation provisoire | Date de la découverte | Découvreur            |
| ------ | ---------------------- | --------------------- | --------------------- |
| 262001 | 2006 QB53              | 23 août 2006          | NEAT                  |
| 262002 | 2006 QE57              | 23 août 2006          | Balam, D. D.          |
| 262003 | 2006 QE60              | 20 août 2006          | NEAT                  |
| 262004 | 2006 QZ60              | 21 août 2006          | LINEAR                |
| 262005 | 2006 QL63              | 24 août 2006          | LINEAR                |
| 262006 | 2006 QH73              | 21 août 2006          | Spacewatch            |
| 262007 | 2006 QG77              | 22 août 2006          | NEAT                  |
| 262008 | 2006 QK78              | 22 août 2006          | NEAT                  |
| 262009 | 2006 QP78              | 22 août 2006          | NEAT                  |
| 262010 | 2006 QS79              | 24 août 2006          | LINEAR                |
| 262011 | 2006 QH80              | 24 août 2006          | NEAT                  |
| 262012 | 2006 QZ80              | 24 août 2006          | NEAT                  |
| 262013 | 2006 QN82              | 25 août 2006          | LINEAR                |
| 262014 | 2006 QO84              | 27 août 2006          | Spacewatch            |
| 262015 | 2006 QR87              | 27 août 2006          | Spacewatch            |
| 262016 | 2006 QP95              | 16 août 2006          | NEAT                  |
| 262017 | 2006 QS95              | 16 août 2006          | NEAT                  |
| 262018 | 2006 QN98              | 22 août 2006          | NEAT                  |
| 262019 | 2006 QQ98              | 22 août 2006          | NEAT                  |
| 262020 | 2006 QL99              | 23 août 2006          | NEAT                  |
| 262021 | 2006 QV104             | 28 août 2006          | LINEAR                |
| 262022 | 2006 QO106             | 28 août 2006          | CSS                   |
| 262023 | 2006 QP109             | 28 août 2006          | Spacewatch            |
| 262024 | 2006 QP110             | 28 août 2006          | LONEOS                |
| 262025 | 2006 QH111             | 28 août 2006          | Lin, H.-C., Ye, Q.-z. |
| 262026 | 2006 QT111             | 22 août 2006          | NEAT                  |
| 262027 | 2006 QA115             | 27 août 2006          | LONEOS                |
| 262028 | 2006 QG120             | 29 août 2006          | CSS                   |
| 262029 | 2006 QH121             | 29 août 2006          | CSS                   |
| 262030 | 2006 QE123             | 29 août 2006          | Spacewatch            |
| 262031 | 2006 QD131             | 20 août 2006          | NEAT                  |
| 262032 | 2006 QD132             | 22 août 2006          | NEAT                  |
| 262033 | 2006 QZ132             | 23 août 2006          | NEAT                  |
| 262034 | 2006 QD133             | 23 août 2006          | NEAT                  |
| 262035 | 2006 QD134             | 24 août 2006          | NEAT                  |
| 262036 | 2006 QD141             | 18 août 2006          | NEAT                  |
| 262037 | 2006 QD142             | 18 août 2006          | NEAT                  |
| 262038 | 2006 QT142             | 30 août 2006          | LINEAR                |
| 262039 | 2006 QL149             | 18 août 2006          | Spacewatch            |
| 262040 | 2006 QS149             | 18 août 2006          | Spacewatch            |
| 262041 | 2006 QG157             | 19 août 2006          | Spacewatch            |
| 262042 | 2006 QS157             | 19 août 2006          | Spacewatch            |
| 262043 | 2006 QE159             | 19 août 2006          | Spacewatch            |
| 262044 | 2006 QD161             | 19 août 2006          | Spacewatch            |
| 262045 | 2006 QT164             | 29 août 2006          | LONEOS                |
| 262046 | 2006 QD176             | 22 août 2006          | Buie, M. W.           |
| 262047 | 2006 QN182             | 28 août 2006          | Becker, A. C.         |
| 262048 | 2006 QS182             | 18 août 2006          | Spacewatch            |
| 262049 | 2006 QU182             | 18 août 2006          | Spacewatch            |
| 262050 | 2006 QJ184             | 18 août 2006          | Spacewatch            |
| 262051 | 2006 RP6               | 14 septembre 2006     | CSS                   |
| 262052 | 2006 RX7               | 12 septembre 2006     | CSS                   |
| 262053 | 2006 RA8               | 12 septembre 2006     | CSS                   |
| 262054 | 2006 RB8               | 12 septembre 2006     | CSS                   |
| 262055 | 2006 RC16              | 14 septembre 2006     | NEAT                  |
| 262056 | 2006 RK18              | 14 septembre 2006     | CSS                   |
| 262057 | 2006 RM20              | 15 septembre 2006     | LINEAR                |
| 262058 | 2006 RJ27              | 14 septembre 2006     | CSS                   |
| 262059 | 2006 RJ31              | 15 septembre 2006     | Spacewatch            |
| 262060 | 2006 RO34              | 13 septembre 2006     | NEAT                  |
| 262061 | 2006 RX34              | 14 septembre 2006     | NEAT                  |
| 262062 | 2006 RK37              | 12 septembre 2006     | CSS                   |
| 262063 | 2006 RM41              | 14 septembre 2006     | CSS                   |
| 262064 | 2006 RD42              | 14 septembre 2006     | Spacewatch            |
| 262065 | 2006 RH43              | 14 septembre 2006     | Spacewatch            |
| 262066 | 2006 RF44              | 14 septembre 2006     | Spacewatch            |
| 262067 | 2006 RY44              | 14 septembre 2006     | Spacewatch            |
| 262068 | 2006 RV47              | 14 septembre 2006     | NEAT                  |
| 262069 | 2006 RD49              | 14 septembre 2006     | Spacewatch            |
| 262070 | 2006 RJ49              | 14 septembre 2006     | Spacewatch            |
| 262071 | 2006 RY49              | 14 septembre 2006     | Spacewatch            |
| 262072 | 2006 RL50              | 14 septembre 2006     | Spacewatch            |
| 262073 | 2006 RW53              | 14 septembre 2006     | Spacewatch            |
| 262074 | 2006 RR54              | 14 septembre 2006     | Spacewatch            |
| 262075 | 2006 RE55              | 14 septembre 2006     | Spacewatch            |
| 262076 | 2006 RV55              | 14 septembre 2006     | Spacewatch            |
| 262077 | 2006 RN61              | 12 septembre 2006     | CSS                   |
| 262078 | 2006 RC63              | 14 septembre 2006     | CSS                   |
| 262079 | 2006 RF64              | 12 septembre 2006     | CSS                   |
| 262080 | 2006 RF65              | 14 septembre 2006     | NEAT                  |
| 262081 | 2006 RU65              | 14 septembre 2006     | CSS                   |
| 262082 | 2006 RE68              | 15 septembre 2006     | Spacewatch            |
| 262083 | 2006 RK68              | 15 septembre 2006     | Spacewatch            |
| 262084 | 2006 RP69              | 15 septembre 2006     | Spacewatch            |
| 262085 | 2006 RK75              | 15 septembre 2006     | Spacewatch            |
| 262086 | 2006 RT75              | 15 septembre 2006     | Spacewatch            |
| 262087 | 2006 RE76              | 15 septembre 2006     | Spacewatch            |
| 262088 | 2006 RW76              | 15 septembre 2006     | Spacewatch            |
| 262089 | 2006 RG78              | 15 septembre 2006     | Spacewatch            |
| 262090 | 2006 RO78              | 15 septembre 2006     | Spacewatch            |
| 262091 | 2006 RY79              | 15 septembre 2006     | Spacewatch            |
| 262092 | 2006 RP86              | 15 septembre 2006     | Spacewatch            |
| 262093 | 2006 RT86              | 15 septembre 2006     | Spacewatch            |
| 262094 | 2006 RF88              | 15 septembre 2006     | Spacewatch            |
| 262095 | 2006 RG88              | 15 septembre 2006     | Spacewatch            |
| 262096 | 2006 RL89              | 15 septembre 2006     | Spacewatch            |
| 262097 | 2006 RO89              | 15 septembre 2006     | Spacewatch            |
| 262098 | 2006 RD91              | 15 septembre 2006     | Spacewatch            |
| 262099 | 2006 RD92              | 15 septembre 2006     | Spacewatch            |
| 262100 | 2006 RG93              | 15 septembre 2006     | Spacewatch            |

### 262101-262200
| Nom                   | Désignation provisoire | Date de la découverte | Découvreur     |
| --------------------- | ---------------------- | --------------------- | -------------- |
| 262101                | 2006 RP97              | 15 septembre 2006     | Spacewatch     |
| 262102                | 2006 RE98              | 14 septembre 2006     | NEAT           |
| 262103                | 2006 RN98              | 14 septembre 2006     | NEAT           |
| 262104                | 2006 RD101             | 14 septembre 2006     | CSS            |
| 262105                | 2006 RR104             | 15 septembre 2006     | Becker, A. C.  |
| (262106) Margaretryan | 2006 RU108             | 14 septembre 2006     | Masiero, J.    |
| 262107                | 2006 RX120             | 14 septembre 2006     | Spacewatch     |
| 262108                | 2006 RB122             | 15 septembre 2006     | Spacewatch     |
| 262109                | 2006 RD122             | 15 septembre 2006     | Spacewatch     |
| 262110                | 2006 SG                | 16 septembre 2006     | Cordell-Lorenz |
| 262111                | 2006 SL1               | 16 septembre 2006     | Spacewatch     |
| 262112                | 2006 SE2               | 16 septembre 2006     | Spacewatch     |
| 262113                | 2006 SN4               | 16 septembre 2006     | CSS            |
| 262114                | 2006 SV6               | 16 septembre 2006     | CSS            |
| 262115                | 2006 SG12              | 16 septembre 2006     | LONEOS         |
| 262116                | 2006 SE13              | 17 septembre 2006     | CSS            |
| 262117                | 2006 SE14              | 17 septembre 2006     | LINEAR         |
| 262118                | 2006 SF15              | 17 septembre 2006     | CSS            |
| 262119                | 2006 SY15              | 17 septembre 2006     | CSS            |
| 262120                | 2006 SR18              | 17 septembre 2006     | Spacewatch     |
| 262121                | 2006 SS20              | 18 septembre 2006     | Spacewatch     |
| 262122                | 2006 SW20              | 16 septembre 2006     | LONEOS         |
| 262123                | 2006 SX26              | 16 septembre 2006     | CSS            |
| 262124                | 2006 SL27              | 16 septembre 2006     | CSS            |
| 262125                | 2006 SW29              | 17 septembre 2006     | Spacewatch     |
| 262126                | 2006 SX29              | 17 septembre 2006     | Spacewatch     |
| 262127                | 2006 SH32              | 17 septembre 2006     | Spacewatch     |
| 262128                | 2006 SV32              | 17 septembre 2006     | Spacewatch     |
| 262129                | 2006 SJ34              | 17 septembre 2006     | CSS            |
| 262130                | 2006 SN45              | 18 septembre 2006     | CSS            |
| 262131                | 2006 SB51              | 17 septembre 2006     | CSS            |
| 262132                | 2006 SL51              | 17 septembre 2006     | LONEOS         |
| 262133                | 2006 ST54              | 18 septembre 2006     | CSS            |
| 262134                | 2006 SW59              | 18 septembre 2006     | CSS            |
| 262135                | 2006 SX60              | 18 septembre 2006     | CSS            |
| 262136                | 2006 SW61              | 18 septembre 2006     | CSS            |
| 262137                | 2006 SC62              | 18 septembre 2006     | CSS            |
| 262138                | 2006 SR62              | 18 septembre 2006     | CSS            |
| 262139                | 2006 SW62              | 18 septembre 2006     | CSS            |
| 262140                | 2006 SS65              | 19 septembre 2006     | Spacewatch     |
| 262141                | 2006 SQ66              | 19 septembre 2006     | Spacewatch     |
| 262142                | 2006 SX69              | 19 septembre 2006     | Spacewatch     |
| 262143                | 2006 SY70              | 19 septembre 2006     | Spacewatch     |
| 262144                | 2006 SO71              | 19 septembre 2006     | Spacewatch     |
| 262145                | 2006 SF72              | 19 septembre 2006     | Spacewatch     |
| 262146                | 2006 SB73              | 19 septembre 2006     | Spacewatch     |
| 262147                | 2006 SC73              | 19 septembre 2006     | Spacewatch     |
| 262148                | 2006 SZ73              | 19 septembre 2006     | Spacewatch     |
| 262149                | 2006 SB75              | 19 septembre 2006     | Spacewatch     |
| 262150                | 2006 SN75              | 19 septembre 2006     | Spacewatch     |
| 262151                | 2006 SU75              | 19 septembre 2006     | Spacewatch     |
| 262152                | 2006 SX75              | 19 septembre 2006     | Spacewatch     |
| 262153                | 2006 SF80              | 18 septembre 2006     | Spacewatch     |
| 262154                | 2006 SL82              | 18 septembre 2006     | Spacewatch     |
| 262155                | 2006 SB83              | 18 septembre 2006     | Spacewatch     |
| 262156                | 2006 SQ85              | 18 septembre 2006     | CSS            |
| 262157                | 2006 SY85              | 18 septembre 2006     | Spacewatch     |
| 262158                | 2006 SX87              | 18 septembre 2006     | Spacewatch     |
| 262159                | 2006 SV90              | 18 septembre 2006     | Spacewatch     |
| 262160                | 2006 SR91              | 18 septembre 2006     | Spacewatch     |
| 262161                | 2006 SQ92              | 18 septembre 2006     | Spacewatch     |
| 262162                | 2006 SZ93              | 18 septembre 2006     | Spacewatch     |
| 262163                | 2006 SG94              | 18 septembre 2006     | Spacewatch     |
| 262164                | 2006 SN97              | 18 septembre 2006     | Spacewatch     |
| 262165                | 2006 SE102             | 19 septembre 2006     | Spacewatch     |
| 262166                | 2006 SP103             | 19 septembre 2006     | Spacewatch     |
| 262167                | 2006 SN107             | 19 septembre 2006     | CSS            |
| 262168                | 2006 SU109             | 20 septembre 2006     | Spacewatch     |
| 262169                | 2006 SW110             | 20 septembre 2006     | NEAT           |
| 262170                | 2006 SK112             | 23 septembre 2006     | Spacewatch     |
| 262171                | 2006 SP114             | 23 septembre 2006     | Spacewatch     |
| 262172                | 2006 SE115             | 24 septembre 2006     | Spacewatch     |
| 262173                | 2006 SZ116             | 24 septembre 2006     | Spacewatch     |
| 262174                | 2006 SP117             | 24 septembre 2006     | Spacewatch     |
| 262175                | 2006 SA120             | 18 septembre 2006     | CSS            |
| 262176                | 2006 SC120             | 18 septembre 2006     | CSS            |
| 262177                | 2006 SF120             | 18 septembre 2006     | CSS            |
| 262178                | 2006 SF121             | 18 septembre 2006     | CSS            |
| 262179                | 2006 SW125             | 20 septembre 2006     | NEAT           |
| 262180                | 2006 SV131             | 16 septembre 2006     | CSS            |
| 262181                | 2006 SJ132             | 16 septembre 2006     | CSS            |
| 262182                | 2006 SE138             | 20 septembre 2006     | CSS            |
| 262183                | 2006 SN138             | 20 septembre 2006     | LONEOS         |
| 262184                | 2006 SS140             | 22 septembre 2006     | CSS            |
| 262185                | 2006 ST141             | 25 septembre 2006     | LONEOS         |
| 262186                | 2006 SY141             | 26 septembre 2006     | CSS            |
| 262187                | 2006 SK143             | 19 septembre 2006     | Spacewatch     |
| 262188                | 2006 SQ144             | 19 septembre 2006     | Spacewatch     |
| 262189                | 2006 SF145             | 19 septembre 2006     | Spacewatch     |
| 262190                | 2006 SH151             | 19 septembre 2006     | Spacewatch     |
| 262191                | 2006 SQ151             | 19 septembre 2006     | Spacewatch     |
| 262192                | 2006 SR151             | 19 septembre 2006     | Spacewatch     |
| 262193                | 2006 SG155             | 22 septembre 2006     | CSS            |
| 262194                | 2006 SM161             | 23 septembre 2006     | Spacewatch     |
| 262195                | 2006 ST165             | 25 septembre 2006     | Spacewatch     |
| 262196                | 2006 SB166             | 25 septembre 2006     | Spacewatch     |
| 262197                | 2006 SG166             | 25 septembre 2006     | Spacewatch     |
| 262198                | 2006 SS167             | 25 septembre 2006     | Spacewatch     |
| 262199                | 2006 SY167             | 25 septembre 2006     | Spacewatch     |
| 262200                | 2006 SA173             | 25 septembre 2006     | Spacewatch     |

### 262201-262300
| Nom               | Désignation provisoire | Date de la découverte | Découvreur        |
| ----------------- | ---------------------- | --------------------- | ----------------- |
| 262201            | 2006 SH184             | 25 septembre 2006     | Spacewatch        |
| 262202            | 2006 SK187             | 26 septembre 2006     | Spacewatch        |
| 262203            | 2006 SC193             | 26 septembre 2006     | Mt. Lemmon Survey |
| 262204            | 2006 SU205             | 25 septembre 2006     | LONEOS            |
| 262205            | 2006 SV205             | 25 septembre 2006     | LONEOS            |
| 262206            | 2006 SU206             | 25 septembre 2006     | Mt. Lemmon Survey |
| 262207            | 2006 SJ208             | 26 septembre 2006     | LINEAR            |
| 262208            | 2006 SU211             | 26 septembre 2006     | Mt. Lemmon Survey |
| 262209            | 2006 SK212             | 26 septembre 2006     | Spacewatch        |
| 262210            | 2006 SC216             | 27 septembre 2006     | Spacewatch        |
| 262211            | 2006 SK217             | 28 septembre 2006     | Spacewatch        |
| 262212            | 2006 SX220             | 25 septembre 2006     | Mt. Lemmon Survey |
| 262213            | 2006 SQ222             | 25 septembre 2006     | Mt. Lemmon Survey |
| 262214            | 2006 SF224             | 25 septembre 2006     | Mt. Lemmon Survey |
| 262215            | 2006 SO229             | 26 septembre 2006     | Spacewatch        |
| 262216            | 2006 SN230             | 26 septembre 2006     | Spacewatch        |
| 262217            | 2006 SR231             | 26 septembre 2006     | LINEAR            |
| 262218            | 2006 SG239             | 26 septembre 2006     | Spacewatch        |
| 262219            | 2006 SB249             | 26 septembre 2006     | Spacewatch        |
| 262220            | 2006 SN251             | 26 septembre 2006     | Spacewatch        |
| 262221            | 2006 SA261             | 26 septembre 2006     | Spacewatch        |
| 262222            | 2006 SG265             | 26 septembre 2006     | Spacewatch        |
| 262223            | 2006 SE267             | 26 septembre 2006     | Spacewatch        |
| 262224            | 2006 SO267             | 26 septembre 2006     | Spacewatch        |
| 262225            | 2006 SM268             | 26 septembre 2006     | Spacewatch        |
| 262226            | 2006 SU270             | 27 septembre 2006     | LONEOS            |
| 262227            | 2006 SO274             | 27 septembre 2006     | Mt. Lemmon Survey |
| 262228            | 2006 SC280             | 29 septembre 2006     | LONEOS            |
| 262229            | 2006 SE280             | 29 septembre 2006     | LONEOS            |
| 262230            | 2006 SL280             | 29 septembre 2006     | LONEOS            |
| 262231            | 2006 SR282             | 25 septembre 2006     | LONEOS            |
| 262232            | 2006 SL283             | 26 septembre 2006     | LINEAR            |
| 262233            | 2006 SD284             | 26 septembre 2006     | CSS               |
| 262234            | 2006 SF284             | 27 septembre 2006     | LONEOS            |
| 262235            | 2006 SR284             | 28 septembre 2006     | LINEAR            |
| 262236            | 2006 ST284             | 28 septembre 2006     | CSS               |
| 262237            | 2006 SA286             | 18 septembre 2006     | CSS               |
| 262238            | 2006 SU286             | 22 septembre 2006     | San Marcello      |
| 262239            | 2006 SB287             | 22 septembre 2006     | LINEAR            |
| 262240            | 2006 SP287             | 22 septembre 2006     | CSS               |
| 262241            | 2006 SU289             | 26 septembre 2006     | CSS               |
| 262242            | 2006 SW289             | 26 septembre 2006     | CSS               |
| 262243            | 2006 SV290             | 25 septembre 2006     | Spacewatch        |
| 262244            | 2006 SS292             | 25 septembre 2006     | Spacewatch        |
| 262245            | 2006 SD299             | 26 septembre 2006     | Spacewatch        |
| 262246            | 2006 SJ299             | 26 septembre 2006     | Mt. Lemmon Survey |
| 262247            | 2006 SW302             | 27 septembre 2006     | Spacewatch        |
| 262248            | 2006 SM304             | 27 septembre 2006     | CSS               |
| 262249            | 2006 SP304             | 27 septembre 2006     | Spacewatch        |
| 262250            | 2006 SR306             | 27 septembre 2006     | Mt. Lemmon Survey |
| 262251            | 2006 SY309             | 27 septembre 2006     | Spacewatch        |
| 262252            | 2006 SC310             | 27 septembre 2006     | Spacewatch        |
| 262253            | 2006 SD313             | 27 septembre 2006     | Spacewatch        |
| 262254            | 2006 SH316             | 27 septembre 2006     | Spacewatch        |
| 262255            | 2006 SD318             | 27 septembre 2006     | Spacewatch        |
| 262256            | 2006 SC324             | 27 septembre 2006     | Spacewatch        |
| 262257            | 2006 SF326             | 27 septembre 2006     | Spacewatch        |
| 262258            | 2006 SA327             | 27 septembre 2006     | Spacewatch        |
| 262259            | 2006 SJ328             | 27 septembre 2006     | Spacewatch        |
| 262260            | 2006 SW329             | 27 septembre 2006     | Spacewatch        |
| 262261            | 2006 SG330             | 27 septembre 2006     | Spacewatch        |
| 262262            | 2006 ST338             | 28 septembre 2006     | Spacewatch        |
| 262263            | 2006 SU338             | 28 septembre 2006     | Spacewatch        |
| 262264            | 2006 SM342             | 28 septembre 2006     | Spacewatch        |
| 262265            | 2006 SA345             | 28 septembre 2006     | Spacewatch        |
| 262266            | 2006 SS345             | 28 septembre 2006     | Spacewatch        |
| 262267            | 2006 SH347             | 28 septembre 2006     | Spacewatch        |
| 262268            | 2006 ST347             | 28 septembre 2006     | Spacewatch        |
| 262269            | 2006 SD348             | 28 septembre 2006     | Spacewatch        |
| 262270            | 2006 SD353             | 30 septembre 2006     | CSS               |
| 262271            | 2006 SZ353             | 30 septembre 2006     | CSS               |
| 262272            | 2006 SM354             | 30 septembre 2006     | CSS               |
| 262273            | 2006 ST355             | 30 septembre 2006     | CSS               |
| 262274            | 2006 SL356             | 30 septembre 2006     | CSS               |
| 262275            | 2006 SB357             | 30 septembre 2006     | CSS               |
| 262276            | 2006 SJ359             | 30 septembre 2006     | CSS               |
| 262277            | 2006 SJ360             | 30 septembre 2006     | Mt. Lemmon Survey |
| 262278            | 2006 SZ360             | 30 septembre 2006     | Mt. Lemmon Survey |
| 262279            | 2006 SK363             | 30 septembre 2006     | Mt. Lemmon Survey |
| 262280            | 2006 SP363             | 30 septembre 2006     | Mt. Lemmon Survey |
| 262281            | 2006 SR363             | 30 septembre 2006     | Mt. Lemmon Survey |
| 262282            | 2006 SH365             | 30 septembre 2006     | CSS               |
| 262283            | 2006 SM367             | 25 septembre 2006     | CSS               |
| 262284            | 2006 SA369             | 24 septembre 2006     | Moletai           |
| 262285            | 2006 SU374             | 16 septembre 2006     | Becker, A. C.     |
| 262286            | 2006 SW377             | 17 septembre 2006     | Becker, A. C.     |
| 262287            | 2006 SY378             | 18 septembre 2006     | Becker, A. C.     |
| 262288            | 2006 SX390             | 17 septembre 2006     | Spacewatch        |
| 262289            | 2006 SS391             | 18 septembre 2006     | Spacewatch        |
| 262290            | 2006 SC392             | 19 septembre 2006     | Spacewatch        |
| 262291            | 2006 SW392             | 27 septembre 2006     | Mt. Lemmon Survey |
| 262292            | 2006 SR393             | 30 septembre 2006     | Spacewatch        |
| 262293            | 2006 SU393             | 30 septembre 2006     | Mt. Lemmon Survey |
| 262294            | 2006 SA394             | 30 septembre 2006     | Spacewatch        |
| (262295) Jeffrich | 2006 SY395             | 17 septembre 2006     | Masiero, J.       |
| 262296            | 2006 SZ403             | 30 septembre 2006     | Mt. Lemmon Survey |
| 262297            | 2006 SO404             | 30 septembre 2006     | Mt. Lemmon Survey |
| 262298            | 2006 SP407             | 16 septembre 2006     | LONEOS            |
| 262299            | 2006 SW408             | 27 septembre 2006     | Mt. Lemmon Survey |
| 262300            | 2006 SV411             | 18 septembre 2006     | CSS               |

### 262301-262400
| Nom    | Désignation provisoire | Date de la découverte | Découvreur            |
| ------ | ---------------------- | --------------------- | --------------------- |
| 262301 | 2006 SC413             | 19 septembre 2006     | CSS                   |
| 262302 | 2006 TY                | 1er octobre 2006      | Birtwhistle, P.       |
| 262303 | 2006 TE3               | 2 octobre 2006        | CSS                   |
| 262304 | 2006 TY5               | 2 octobre 2006        | Mt. Lemmon Survey     |
| 262305 | 2006 TO6               | 3 octobre 2006        | Mt. Lemmon Survey     |
| 262306 | 2006 TV10              | 11 octobre 2006       | Spacewatch            |
| 262307 | 2006 TZ10              | 15 octobre 2006       | Herrenberg            |
| 262308 | 2006 TD11              | 13 octobre 2006       | Spacewatch            |
| 262309 | 2006 TZ12              | 10 octobre 2006       | NEAT                  |
| 262310 | 2006 TG13              | 10 octobre 2006       | NEAT                  |
| 262311 | 2006 TR13              | 10 octobre 2006       | NEAT                  |
| 262312 | 2006 TS13              | 10 octobre 2006       | NEAT                  |
| 262313 | 2006 TJ14              | 10 octobre 2006       | NEAT                  |
| 262314 | 2006 TN15              | 11 octobre 2006       | Spacewatch            |
| 262315 | 2006 TU18              | 11 octobre 2006       | Spacewatch            |
| 262316 | 2006 TW18              | 11 octobre 2006       | Spacewatch            |
| 262317 | 2006 TE19              | 11 octobre 2006       | Spacewatch            |
| 262318 | 2006 TX19              | 11 octobre 2006       | Spacewatch            |
| 262319 | 2006 TP24              | 12 octobre 2006       | Spacewatch            |
| 262320 | 2006 TF26              | 12 octobre 2006       | Spacewatch            |
| 262321 | 2006 TH26              | 12 octobre 2006       | Spacewatch            |
| 262322 | 2006 TT26              | 12 octobre 2006       | Spacewatch            |
| 262323 | 2006 TO27              | 12 octobre 2006       | Spacewatch            |
| 262324 | 2006 TR27              | 12 octobre 2006       | Spacewatch            |
| 262325 | 2006 TN29              | 12 octobre 2006       | Spacewatch            |
| 262326 | 2006 TG31              | 12 octobre 2006       | Spacewatch            |
| 262327 | 2006 TO32              | 12 octobre 2006       | Spacewatch            |
| 262328 | 2006 TR32              | 12 octobre 2006       | Spacewatch            |
| 262329 | 2006 TA36              | 12 octobre 2006       | Spacewatch            |
| 262330 | 2006 TE36              | 12 octobre 2006       | Spacewatch            |
| 262331 | 2006 TK37              | 12 octobre 2006       | Spacewatch            |
| 262332 | 2006 TP37              | 12 octobre 2006       | Spacewatch            |
| 262333 | 2006 TR40              | 12 octobre 2006       | Spacewatch            |
| 262334 | 2006 TE41              | 12 octobre 2006       | Spacewatch            |
| 262335 | 2006 TK41              | 12 octobre 2006       | Spacewatch            |
| 262336 | 2006 TE42              | 12 octobre 2006       | Spacewatch            |
| 262337 | 2006 TM43              | 12 octobre 2006       | Spacewatch            |
| 262338 | 2006 TN43              | 12 octobre 2006       | Spacewatch            |
| 262339 | 2006 TR43              | 12 octobre 2006       | Spacewatch            |
| 262340 | 2006 TX49              | 12 octobre 2006       | NEAT                  |
| 262341 | 2006 TJ52              | 12 octobre 2006       | Spacewatch            |
| 262342 | 2006 TW52              | 12 octobre 2006       | Spacewatch            |
| 262343 | 2006 TY54              | 12 octobre 2006       | NEAT                  |
| 262344 | 2006 TM61              | 15 octobre 2006       | Lin, C.-S., Ye, Q.-z. |
| 262345 | 2006 TX61              | 9 octobre 2006        | NEAT                  |
| 262346 | 2006 TL62              | 9 octobre 2006        | NEAT                  |
| 262347 | 2006 TU62              | 10 octobre 2006       | NEAT                  |
| 262348 | 2006 TJ63              | 10 octobre 2006       | NEAT                  |
| 262349 | 2006 TQ66              | 11 octobre 2006       | NEAT                  |
| 262350 | 2006 TR67              | 11 octobre 2006       | Spacewatch            |
| 262351 | 2006 TR69              | 11 octobre 2006       | NEAT                  |
| 262352 | 2006 TL70              | 11 octobre 2006       | NEAT                  |
| 262353 | 2006 TS70              | 11 octobre 2006       | NEAT                  |
| 262354 | 2006 TK72              | 11 octobre 2006       | NEAT                  |
| 262355 | 2006 TN73              | 11 octobre 2006       | NEAT                  |
| 262356 | 2006 TY74              | 11 octobre 2006       | NEAT                  |
| 262357 | 2006 TL77              | 11 octobre 2006       | NEAT                  |
| 262358 | 2006 TE81              | 13 octobre 2006       | Spacewatch            |
| 262359 | 2006 TL83              | 13 octobre 2006       | Spacewatch            |
| 262360 | 2006 TA84              | 13 octobre 2006       | Spacewatch            |
| 262361 | 2006 TC84              | 13 octobre 2006       | Spacewatch            |
| 262362 | 2006 TK85              | 13 octobre 2006       | Spacewatch            |
| 262363 | 2006 TM86              | 13 octobre 2006       | Spacewatch            |
| 262364 | 2006 TR87              | 13 octobre 2006       | Spacewatch            |
| 262365 | 2006 TF89              | 13 octobre 2006       | Spacewatch            |
| 262366 | 2006 TH89              | 13 octobre 2006       | Spacewatch            |
| 262367 | 2006 TD90              | 13 octobre 2006       | Spacewatch            |
| 262368 | 2006 TX90              | 13 octobre 2006       | Spacewatch            |
| 262369 | 2006 TN93              | 15 octobre 2006       | Spacewatch            |
| 262370 | 2006 TX94              | 15 octobre 2006       | Lin, C.-S., Ye, Q.-z. |
| 262371 | 2006 TZ98              | 15 octobre 2006       | Spacewatch            |
| 262372 | 2006 TA99              | 15 octobre 2006       | Spacewatch            |
| 262373 | 2006 TB99              | 15 octobre 2006       | Spacewatch            |
| 262374 | 2006 TX99              | 15 octobre 2006       | Spacewatch            |
| 262375 | 2006 TK101             | 15 octobre 2006       | Spacewatch            |
| 262376 | 2006 TS101             | 15 octobre 2006       | Spacewatch            |
| 262377 | 2006 TX102             | 15 octobre 2006       | Spacewatch            |
| 262378 | 2006 TE109             | 3 octobre 2006        | Mt. Lemmon Survey     |
| 262379 | 2006 TM110             | 13 octobre 2006       | Spacewatch            |
| 262380 | 2006 TJ111             | 1er octobre 2006      | Becker, A. C.         |
| 262381 | 2006 TV111             | 1er octobre 2006      | Becker, A. C.         |
| 262382 | 2006 TG124             | 2 octobre 2006        | Mt. Lemmon Survey     |
| 262383 | 2006 TY126             | 3 octobre 2006        | Mt. Lemmon Survey     |
| 262384 | 2006 TX127             | 12 octobre 2006       | NEAT                  |
| 262385 | 2006 UT                | 16 octobre 2006       | Ries, W.              |
| 262386 | 2006 UD1               | 17 octobre 2006       | Ries, W.              |
| 262387 | 2006 UM3               | 16 octobre 2006       | CSS                   |
| 262388 | 2006 UC4               | 18 octobre 2006       | Sarneczky, K.         |
| 262389 | 2006 UP6               | 16 octobre 2006       | CSS                   |
| 262390 | 2006 UH9               | 16 octobre 2006       | CSS                   |
| 262391 | 2006 UK9               | 16 octobre 2006       | Spacewatch            |
| 262392 | 2006 UU9               | 16 octobre 2006       | CSS                   |
| 262393 | 2006 UW9               | 16 octobre 2006       | Spacewatch            |
| 262394 | 2006 UO10              | 17 octobre 2006       | Mt. Lemmon Survey     |
| 262395 | 2006 US10              | 17 octobre 2006       | Mt. Lemmon Survey     |
| 262396 | 2006 UV10              | 17 octobre 2006       | Mt. Lemmon Survey     |
| 262397 | 2006 UM11              | 17 octobre 2006       | Mt. Lemmon Survey     |
| 262398 | 2006 UN11              | 17 octobre 2006       | Mt. Lemmon Survey     |
| 262399 | 2006 UO11              | 17 octobre 2006       | Mt. Lemmon Survey     |
| 262400 | 2006 UT12              | 17 octobre 2006       | Mt. Lemmon Survey     |

### 262401-262500
| Nom                | Désignation provisoire | Date de la découverte | Découvreur        |
| ------------------ | ---------------------- | --------------------- | ----------------- |
| 262401             | 2006 UU12              | 17 octobre 2006       | Mt. Lemmon Survey |
| 262402             | 2006 UX13              | 17 octobre 2006       | Mt. Lemmon Survey |
| 262403             | 2006 UE18              | 16 octobre 2006       | Mt. Lemmon Survey |
| 262404             | 2006 UV19              | 16 octobre 2006       | Spacewatch        |
| 262405             | 2006 UX20              | 16 octobre 2006       | Spacewatch        |
| 262406             | 2006 UO21              | 16 octobre 2006       | Spacewatch        |
| 262407             | 2006 UE22              | 16 octobre 2006       | Mt. Lemmon Survey |
| 262408             | 2006 UE23              | 16 octobre 2006       | Spacewatch        |
| 262409             | 2006 US33              | 16 octobre 2006       | Spacewatch        |
| 262410             | 2006 UF42              | 16 octobre 2006       | Spacewatch        |
| 262411             | 2006 UN42              | 16 octobre 2006       | Spacewatch        |
| 262412             | 2006 UG43              | 16 octobre 2006       | Spacewatch        |
| 262413             | 2006 UQ44              | 16 octobre 2006       | Spacewatch        |
| 262414             | 2006 UB45              | 16 octobre 2006       | Spacewatch        |
| 262415             | 2006 UF45              | 16 octobre 2006       | Spacewatch        |
| 262416             | 2006 UJ51              | 17 octobre 2006       | Mt. Lemmon Survey |
| 262417             | 2006 UD60              | 19 octobre 2006       | CSS               |
| (262418) Samofalov | 2006 UV61              | 17 octobre 2006       | Andrushivka       |
| (262419) Suzaka    | 2006 UK63              | 20 octobre 2006       | Nyukasa           |
| 262420             | 2006 US68              | 16 octobre 2006       | CSS               |
| 262421             | 2006 UP69              | 16 octobre 2006       | CSS               |
| 262422             | 2006 UN70              | 16 octobre 2006       | CSS               |
| 262423             | 2006 UR70              | 16 octobre 2006       | CSS               |
| 262424             | 2006 UK71              | 16 octobre 2006       | Spacewatch        |
| 262425             | 2006 UU72              | 17 octobre 2006       | Spacewatch        |
| 262426             | 2006 UT75              | 17 octobre 2006       | Mt. Lemmon Survey |
| 262427             | 2006 UG76              | 17 octobre 2006       | Mt. Lemmon Survey |
| 262428             | 2006 UL76              | 17 octobre 2006       | Mt. Lemmon Survey |
| 262429             | 2006 UV79              | 17 octobre 2006       | Mt. Lemmon Survey |
| 262430             | 2006 UK80              | 17 octobre 2006       | Mt. Lemmon Survey |
| 262431             | 2006 UU81              | 17 octobre 2006       | Mt. Lemmon Survey |
| 262432             | 2006 UZ81              | 17 octobre 2006       | Spacewatch        |
| 262433             | 2006 UD83              | 17 octobre 2006       | Mt. Lemmon Survey |
| 262434             | 2006 UQ83              | 17 octobre 2006       | CSS               |
| 262435             | 2006 UW86              | 17 octobre 2006       | Mt. Lemmon Survey |
| 262436             | 2006 UG88              | 17 octobre 2006       | Spacewatch        |
| 262437             | 2006 UD89              | 17 octobre 2006       | Spacewatch        |
| 262438             | 2006 UK89              | 17 octobre 2006       | Mt. Lemmon Survey |
| 262439             | 2006 UA90              | 17 octobre 2006       | Spacewatch        |
| 262440             | 2006 US90              | 17 octobre 2006       | Spacewatch        |
| 262441             | 2006 UB91              | 17 octobre 2006       | Spacewatch        |
| 262442             | 2006 UD92              | 18 octobre 2006       | Spacewatch        |
| 262443             | 2006 UM95              | 18 octobre 2006       | Spacewatch        |
| 262444             | 2006 UP97              | 18 octobre 2006       | Spacewatch        |
| 262445             | 2006 UW100             | 18 octobre 2006       | Spacewatch        |
| 262446             | 2006 UP106             | 18 octobre 2006       | Spacewatch        |
| 262447             | 2006 UF107             | 18 octobre 2006       | Spacewatch        |
| 262448             | 2006 UT107             | 18 octobre 2006       | Spacewatch        |
| 262449             | 2006 UE108             | 18 octobre 2006       | Spacewatch        |
| 262450             | 2006 UJ108             | 18 octobre 2006       | Spacewatch        |
| 262451             | 2006 UC109             | 18 octobre 2006       | Spacewatch        |
| 262452             | 2006 UG110             | 19 octobre 2006       | Spacewatch        |
| 262453             | 2006 UE113             | 19 octobre 2006       | Spacewatch        |
| 262454             | 2006 UE118             | 19 octobre 2006       | Spacewatch        |
| 262455             | 2006 UB123             | 19 octobre 2006       | Spacewatch        |
| 262456             | 2006 UQ124             | 19 octobre 2006       | Mt. Lemmon Survey |
| 262457             | 2006 UB126             | 19 octobre 2006       | Spacewatch        |
| 262458             | 2006 UP126             | 19 octobre 2006       | Spacewatch        |
| 262459             | 2006 UG128             | 19 octobre 2006       | Spacewatch        |
| 262460             | 2006 UX128             | 19 octobre 2006       | Spacewatch        |
| 262461             | 2006 UP129             | 19 octobre 2006       | Spacewatch        |
| 262462             | 2006 UF138             | 19 octobre 2006       | Spacewatch        |
| 262463             | 2006 UU139             | 19 octobre 2006       | Mt. Lemmon Survey |
| 262464             | 2006 UF141             | 19 octobre 2006       | Mt. Lemmon Survey |
| 262465             | 2006 UR145             | 20 octobre 2006       | Spacewatch        |
| 262466             | 2006 UL146             | 20 octobre 2006       | Spacewatch        |
| 262467             | 2006 UR149             | 20 octobre 2006       | Mt. Lemmon Survey |
| 262468             | 2006 UO151             | 20 octobre 2006       | CSS               |
| 262469             | 2006 UT152             | 21 octobre 2006       | Spacewatch        |
| 262470             | 2006 UQ153             | 21 octobre 2006       | Spacewatch        |
| 262471             | 2006 UC158             | 21 octobre 2006       | Mt. Lemmon Survey |
| 262472             | 2006 UG158             | 21 octobre 2006       | Mt. Lemmon Survey |
| 262473             | 2006 UH167             | 21 octobre 2006       | Mt. Lemmon Survey |
| 262474             | 2006 UM173             | 22 octobre 2006       | Mt. Lemmon Survey |
| 262475             | 2006 UJ175             | 16 octobre 2006       | CSS               |
| 262476             | 2006 UM175             | 16 octobre 2006       | CSS               |
| 262477             | 2006 UQ181             | 16 octobre 2006       | CSS               |
| 262478             | 2006 UP182             | 16 octobre 2006       | CSS               |
| 262479             | 2006 UQ182             | 16 octobre 2006       | CSS               |
| 262480             | 2006 UV192             | 19 octobre 2006       | Mt. Lemmon Survey |
| 262481             | 2006 UD194             | 20 octobre 2006       | Spacewatch        |
| 262482             | 2006 UN195             | 20 octobre 2006       | Spacewatch        |
| 262483             | 2006 UG196             | 20 octobre 2006       | Spacewatch        |
| 262484             | 2006 UV196             | 20 octobre 2006       | Mt. Lemmon Survey |
| 262485             | 2006 UZ196             | 20 octobre 2006       | Spacewatch        |
| 262486             | 2006 UJ200             | 21 octobre 2006       | Spacewatch        |
| 262487             | 2006 US200             | 21 octobre 2006       | Spacewatch        |
| 262488             | 2006 UP202             | 22 octobre 2006       | CSS               |
| 262489             | 2006 US203             | 22 octobre 2006       | NEAT              |
| 262490             | 2006 UT207             | 23 octobre 2006       | Spacewatch        |
| 262491             | 2006 UV210             | 23 octobre 2006       | Spacewatch        |
| 262492             | 2006 UA212             | 23 octobre 2006       | Spacewatch        |
| 262493             | 2006 UY212             | 23 octobre 2006       | Spacewatch        |
| 262494             | 2006 UQ218             | 16 octobre 2006       | CSS               |
| 262495             | 2006 UK226             | 20 octobre 2006       | Spacewatch        |
| 262496             | 2006 US226             | 20 octobre 2006       | Spacewatch        |
| 262497             | 2006 UA227             | 20 octobre 2006       | NEAT              |
| 262498             | 2006 UM232             | 21 octobre 2006       | Mt. Lemmon Survey |
| 262499             | 2006 UF236             | 23 octobre 2006       | Spacewatch        |
| 262500             | 2006 UF240             | 23 octobre 2006       | Spacewatch        |

### 262501-262600
| Nom              | Désignation provisoire | Date de la découverte | Découvreur                    |
| ---------------- | ---------------------- | --------------------- | ----------------------------- |
| 262501           | 2006 UB241             | 23 octobre 2006       | Mt. Lemmon Survey             |
| 262502           | 2006 UM255             | 27 octobre 2006       | Mt. Lemmon Survey             |
| 262503           | 2006 UR256             | 28 octobre 2006       | Spacewatch                    |
| 262504           | 2006 UN257             | 28 octobre 2006       | Mt. Lemmon Survey             |
| 262505           | 2006 UY257             | 28 octobre 2006       | Mt. Lemmon Survey             |
| 262506           | 2006 UF259             | 28 octobre 2006       | Mt. Lemmon Survey             |
| 262507           | 2006 UU263             | 27 octobre 2006       | Spacewatch                    |
| 262508           | 2006 UQ264             | 27 octobre 2006       | Spacewatch                    |
| 262509           | 2006 UR264             | 27 octobre 2006       | Mt. Lemmon Survey             |
| 262510           | 2006 UD267             | 27 octobre 2006       | CSS                           |
| 262511           | 2006 UZ268             | 27 octobre 2006       | Mt. Lemmon Survey             |
| 262512           | 2006 UP269             | 27 octobre 2006       | Spacewatch                    |
| 262513           | 2006 UJ271             | 27 octobre 2006       | Spacewatch                    |
| 262514           | 2006 US272             | 27 octobre 2006       | Spacewatch                    |
| 262515           | 2006 UG276             | 28 octobre 2006       | Mt. Lemmon Survey             |
| 262516           | 2006 UR277             | 28 octobre 2006       | Spacewatch                    |
| 262517           | 2006 UH279             | 28 octobre 2006       | Mt. Lemmon Survey             |
| 262518           | 2006 UN279             | 28 octobre 2006       | Mt. Lemmon Survey             |
| 262519           | 2006 UN281             | 28 octobre 2006       | Mt. Lemmon Survey             |
| 262520           | 2006 UR281             | 28 octobre 2006       | Mt. Lemmon Survey             |
| 262521           | 2006 UD284             | 28 octobre 2006       | Spacewatch                    |
| 262522           | 2006 UJ284             | 28 octobre 2006       | Spacewatch                    |
| 262523           | 2006 UJ289             | 31 octobre 2006       | Spacewatch                    |
| 262524           | 2006 UU290             | 19 octobre 2006       | Spacewatch                    |
| 262525           | 2006 UV312             | 19 octobre 2006       | Buie, M. W.                   |
| (262536) Nowikow | 2006 UD321             | 19 octobre 2006       | Buie, M. W.                   |
| 262527           | 2006 UN327             | 31 octobre 2006       | Mt. Lemmon Survey             |
| 262528           | 2006 UK328             | 17 octobre 2006       | Mt. Lemmon Survey             |
| 262529           | 2006 UJ329             | 23 octobre 2006       | NEAT                          |
| 262530           | 2006 UT329             | 29 octobre 2006       | CSS                           |
| 262531           | 2006 UV329             | 30 octobre 2006       | CSS                           |
| 262532           | 2006 UK331             | 17 octobre 2006       | Mt. Lemmon Survey             |
| 262533           | 2006 UC338             | 23 octobre 2006       | Mt. Lemmon Survey             |
| 262534           | 2006 UF338             | 27 octobre 2006       | Mt. Lemmon Survey             |
| 262535           | 2006 UK340             | 19 octobre 2006       | Mt. Lemmon Survey             |
| (262536) Nowikow | 2006 UJ349             | 26 octobre 2006       | Wiegert, P. A., Papadimos, A. |
| 262537           | 2006 UG357             | 21 octobre 2006       | Spacewatch                    |
| 262538           | 2006 VF                | 1er novembre 2006     | Yeung, W. K. Y.               |
| 262539           | 2006 VA4               | 9 novembre 2006       | Spacewatch                    |
| 262540           | 2006 VF6               | 10 novembre 2006      | Spacewatch                    |
| 262541           | 2006 VR6               | 10 novembre 2006      | Spacewatch                    |
| 262542           | 2006 VU6               | 10 novembre 2006      | Spacewatch                    |
| 262543           | 2006 VJ8               | 11 novembre 2006      | Spacewatch                    |
| 262544           | 2006 VS8               | 11 novembre 2006      | Spacewatch                    |
| 262545           | 2006 VU8               | 11 novembre 2006      | Spacewatch                    |
| 262546           | 2006 VN9               | 11 novembre 2006      | CSS                           |
| 262547           | 2006 VP9               | 11 novembre 2006      | CSS                           |
| 262548           | 2006 VR9               | 11 novembre 2006      | Mt. Lemmon Survey             |
| 262549           | 2006 VW14              | 9 novembre 2006       | Spacewatch                    |
| 262550           | 2006 VF16              | 9 novembre 2006       | Spacewatch                    |
| 262551           | 2006 VZ17              | 9 novembre 2006       | Spacewatch                    |
| 262552           | 2006 VB18              | 9 novembre 2006       | Spacewatch                    |
| 262553           | 2006 VQ19              | 9 novembre 2006       | Spacewatch                    |
| 262554           | 2006 VR22              | 10 novembre 2006      | Spacewatch                    |
| 262555           | 2006 VL23              | 10 novembre 2006      | Spacewatch                    |
| 262556           | 2006 VL24              | 10 novembre 2006      | Spacewatch                    |
| 262557           | 2006 VT25              | 10 novembre 2006      | Spacewatch                    |
| 262558           | 2006 VP26              | 10 novembre 2006      | Spacewatch                    |
| 262559           | 2006 VZ26              | 10 novembre 2006      | Spacewatch                    |
| 262560           | 2006 VC27              | 10 novembre 2006      | Spacewatch                    |
| 262561           | 2006 VL28              | 10 novembre 2006      | Spacewatch                    |
| 262562           | 2006 VN28              | 10 novembre 2006      | Spacewatch                    |
| 262563           | 2006 VE29              | 10 novembre 2006      | Spacewatch                    |
| 262564           | 2006 VG30              | 10 novembre 2006      | Spacewatch                    |
| 262565           | 2006 VH30              | 10 novembre 2006      | Spacewatch                    |
| 262566           | 2006 VE31              | 10 novembre 2006      | Spacewatch                    |
| 262567           | 2006 VT33              | 11 novembre 2006      | Mt. Lemmon Survey             |
| 262568           | 2006 VS35              | 11 novembre 2006      | Mt. Lemmon Survey             |
| 262569           | 2006 VW41              | 12 novembre 2006      | Mt. Lemmon Survey             |
| 262570           | 2006 VJ43              | 13 novembre 2006      | Spacewatch                    |
| 262571           | 2006 VK43              | 13 novembre 2006      | Spacewatch                    |
| 262572           | 2006 VH49              | 10 novembre 2006      | Spacewatch                    |
| 262573           | 2006 VZ57              | 11 novembre 2006      | Spacewatch                    |
| 262574           | 2006 VH60              | 11 novembre 2006      | Spacewatch                    |
| 262575           | 2006 VS63              | 11 novembre 2006      | Spacewatch                    |
| 262576           | 2006 VQ64              | 11 novembre 2006      | Spacewatch                    |
| 262577           | 2006 VQ67              | 11 novembre 2006      | Spacewatch                    |
| 262578           | 2006 VW67              | 11 novembre 2006      | Spacewatch                    |
| 262579           | 2006 VH68              | 11 novembre 2006      | Spacewatch                    |
| 262580           | 2006 VQ71              | 11 novembre 2006      | Mt. Lemmon Survey             |
| 262581           | 2006 VU73              | 11 novembre 2006      | Spacewatch                    |
| 262582           | 2006 VB74              | 11 novembre 2006      | Mt. Lemmon Survey             |
| 262583           | 2006 VQ78              | 12 novembre 2006      | Mt. Lemmon Survey             |
| 262584           | 2006 VP81              | 12 novembre 2006      | Lin, H.-C., Ye, Q.-z.         |
| 262585           | 2006 VA83              | 13 novembre 2006      | Spacewatch                    |
| 262586           | 2006 VJ86              | 14 novembre 2006      | LINEAR                        |
| 262587           | 2006 VD95              | 15 novembre 2006      | Rinner, C.                    |
| 262588           | 2006 VZ95              | 10 novembre 2006      | Spacewatch                    |
| 262589           | 2006 VL96              | 10 novembre 2006      | Spacewatch                    |
| 262590           | 2006 VH98              | 11 novembre 2006      | Spacewatch                    |
| 262591           | 2006 VX100             | 11 novembre 2006      | CSS                           |
| 262592           | 2006 VY100             | 11 novembre 2006      | CSS                           |
| 262593           | 2006 VK102             | 12 novembre 2006      | Mt. Lemmon Survey             |
| 262594           | 2006 VP104             | 13 novembre 2006      | CSS                           |
| 262595           | 2006 VK111             | 13 novembre 2006      | Spacewatch                    |
| 262596           | 2006 VL114             | 14 novembre 2006      | Mt. Lemmon Survey             |
| 262597           | 2006 VF116             | 14 novembre 2006      | CSS                           |
| 262598           | 2006 VH116             | 14 novembre 2006      | LINEAR                        |
| 262599           | 2006 VC118             | 14 novembre 2006      | Spacewatch                    |
| 262600           | 2006 VV120             | 14 novembre 2006      | Spacewatch                    |

### 262601-262700
| Nom    | Désignation provisoire | Date de la découverte | Découvreur           |
| ------ | ---------------------- | --------------------- | -------------------- |
| 262601 | 2006 VZ120             | 14 novembre 2006      | Spacewatch           |
| 262602 | 2006 VH121             | 14 novembre 2006      | CSS                  |
| 262603 | 2006 VU122             | 14 novembre 2006      | Spacewatch           |
| 262604 | 2006 VP123             | 14 novembre 2006      | Spacewatch           |
| 262605 | 2006 VP133             | 15 novembre 2006      | LINEAR               |
| 262606 | 2006 VF134             | 15 novembre 2006      | Mt. Lemmon Survey    |
| 262607 | 2006 VC137             | 15 novembre 2006      | Spacewatch           |
| 262608 | 2006 VZ140             | 15 novembre 2006      | Spacewatch           |
| 262609 | 2006 VD141             | 13 novembre 2006      | OAM                  |
| 262610 | 2006 VU144             | 15 novembre 2006      | CSS                  |
| 262611 | 2006 VX147             | 15 novembre 2006      | CSS                  |
| 262612 | 2006 VH148             | 15 novembre 2006      | Mt. Lemmon Survey    |
| 262613 | 2006 VW149             | 9 novembre 2006       | NEAT                 |
| 262614 | 2006 VD150             | 9 novembre 2006       | NEAT                 |
| 262615 | 2006 VE151             | 9 novembre 2006       | NEAT                 |
| 262616 | 2006 VR151             | 9 novembre 2006       | NEAT                 |
| 262617 | 2006 VT153             | 8 novembre 2006       | NEAT                 |
| 262618 | 2006 VO171             | 1er novembre 2006     | Spacewatch           |
| 262619 | 2006 VN172             | 13 novembre 2006      | Mt. Lemmon Survey    |
| 262620 | 2006 WA2               | 18 novembre 2006      | Yeung, W. K. Y.      |
| 262621 | 2006 WG2               | 16 novembre 2006      | Needville            |
| 262622 | 2006 WU2               | 20 novembre 2006      | Yeung, W. K. Y.      |
| 262623 | 2006 WY2               | 17 novembre 2006      | Siding Spring Survey |
| 262624 | 2006 WN4               | 19 novembre 2006      | LINEAR               |
| 262625 | 2006 WR8               | 16 novembre 2006      | Spacewatch           |
| 262626 | 2006 WO14              | 16 novembre 2006      | Mt. Lemmon Survey    |
| 262627 | 2006 WF16              | 17 novembre 2006      | Spacewatch           |
| 262628 | 2006 WE21              | 17 novembre 2006      | Mt. Lemmon Survey    |
| 262629 | 2006 WT22              | 17 novembre 2006      | Mt. Lemmon Survey    |
| 262630 | 2006 WX27              | 22 novembre 2006      | Yeung, W. K. Y.      |
| 262631 | 2006 WM32              | 16 novembre 2006      | Spacewatch           |
| 262632 | 2006 WN33              | 16 novembre 2006      | Spacewatch           |
| 262633 | 2006 WU33              | 16 novembre 2006      | Spacewatch           |
| 262634 | 2006 WF39              | 16 novembre 2006      | Spacewatch           |
| 262635 | 2006 WG39              | 16 novembre 2006      | Spacewatch           |
| 262636 | 2006 WT40              | 16 novembre 2006      | Spacewatch           |
| 262637 | 2006 WT41              | 16 novembre 2006      | Mt. Lemmon Survey    |
| 262638 | 2006 WY41              | 16 novembre 2006      | Mt. Lemmon Survey    |
| 262639 | 2006 WA45              | 16 novembre 2006      | CSS                  |
| 262640 | 2006 WG48              | 16 novembre 2006      | Spacewatch           |
| 262641 | 2006 WE49              | 16 novembre 2006      | Mt. Lemmon Survey    |
| 262642 | 2006 WT49              | 16 novembre 2006      | Spacewatch           |
| 262643 | 2006 WS50              | 16 novembre 2006      | Spacewatch           |
| 262644 | 2006 WK51              | 16 novembre 2006      | Mt. Lemmon Survey    |
| 262645 | 2006 WC52              | 16 novembre 2006      | Spacewatch           |
| 262646 | 2006 WS53              | 16 novembre 2006      | Spacewatch           |
| 262647 | 2006 WJ55              | 16 novembre 2006      | Spacewatch           |
| 262648 | 2006 WE57              | 16 novembre 2006      | Spacewatch           |
| 262649 | 2006 WY60              | 17 novembre 2006      | Mt. Lemmon Survey    |
| 262650 | 2006 WN61              | 17 novembre 2006      | CSS                  |
| 262651 | 2006 WL63              | 17 novembre 2006      | Mt. Lemmon Survey    |
| 262652 | 2006 WG69              | 17 novembre 2006      | Mt. Lemmon Survey    |
| 262653 | 2006 WM70              | 18 novembre 2006      | Spacewatch           |
| 262654 | 2006 WT86              | 18 novembre 2006      | LINEAR               |
| 262655 | 2006 WL90              | 18 novembre 2006      | Mt. Lemmon Survey    |
| 262656 | 2006 WM90              | 18 novembre 2006      | Mt. Lemmon Survey    |
| 262657 | 2006 WO95              | 19 novembre 2006      | Spacewatch           |
| 262658 | 2006 WL102             | 19 novembre 2006      | Spacewatch           |
| 262659 | 2006 WB105             | 19 novembre 2006      | Spacewatch           |
| 262660 | 2006 WH105             | 19 novembre 2006      | Spacewatch           |
| 262661 | 2006 WJ105             | 19 novembre 2006      | Spacewatch           |
| 262662 | 2006 WT108             | 19 novembre 2006      | Spacewatch           |
| 262663 | 2006 WG109             | 19 novembre 2006      | Spacewatch           |
| 262664 | 2006 WJ109             | 19 novembre 2006      | Spacewatch           |
| 262665 | 2006 WK109             | 19 novembre 2006      | Spacewatch           |
| 262666 | 2006 WA111             | 19 novembre 2006      | Spacewatch           |
| 262667 | 2006 WB119             | 21 novembre 2006      | Mt. Lemmon Survey    |
| 262668 | 2006 WX120             | 21 novembre 2006      | LINEAR               |
| 262669 | 2006 WW122             | 21 novembre 2006      | Mt. Lemmon Survey    |
| 262670 | 2006 WH128             | 26 novembre 2006      | Yeung, W. K. Y.      |
| 262671 | 2006 WZ136             | 19 novembre 2006      | CSS                  |
| 262672 | 2006 WD138             | 19 novembre 2006      | CSS                  |
| 262673 | 2006 WH141             | 20 novembre 2006      | Spacewatch           |
| 262674 | 2006 WP144             | 20 novembre 2006      | Spacewatch           |
| 262675 | 2006 WV146             | 20 novembre 2006      | Spacewatch           |
| 262676 | 2006 WS147             | 20 novembre 2006      | LINEAR               |
| 262677 | 2006 WO150             | 20 novembre 2006      | Spacewatch           |
| 262678 | 2006 WR153             | 21 novembre 2006      | Mt. Lemmon Survey    |
| 262679 | 2006 WD158             | 22 novembre 2006      | LINEAR               |
| 262680 | 2006 WL159             | 22 novembre 2006      | Mt. Lemmon Survey    |
| 262681 | 2006 WU159             | 22 novembre 2006      | Spacewatch           |
| 262682 | 2006 WE160             | 22 novembre 2006      | Mt. Lemmon Survey    |
| 262683 | 2006 WQ165             | 23 novembre 2006      | Spacewatch           |
| 262684 | 2006 WN166             | 23 novembre 2006      | Spacewatch           |
| 262685 | 2006 WF169             | 23 novembre 2006      | Spacewatch           |
| 262686 | 2006 WD170             | 23 novembre 2006      | Spacewatch           |
| 262687 | 2006 WA173             | 23 novembre 2006      | Spacewatch           |
| 262688 | 2006 WA177             | 23 novembre 2006      | Mt. Lemmon Survey    |
| 262689 | 2006 WX179             | 24 novembre 2006      | Mt. Lemmon Survey    |
| 262690 | 2006 WE185             | 27 novembre 2006      | Observatoire Naef    |
| 262691 | 2006 WA186             | 17 novembre 2006      | NEAT                 |
| 262692 | 2006 WQ189             | 25 novembre 2006      | Mt. Lemmon Survey    |
| 262693 | 2006 WZ191             | 27 novembre 2006      | Spacewatch           |
| 262694 | 2006 WN192             | 27 novembre 2006      | Spacewatch           |
| 262695 | 2006 WP192             | 27 novembre 2006      | Spacewatch           |
| 262696 | 2006 WL194             | 27 novembre 2006      | Spacewatch           |
| 262697 | 2006 WS194             | 28 novembre 2006      | Spacewatch           |
| 262698 | 2006 WY194             | 29 novembre 2006      | LINEAR               |
| 262699 | 2006 WP198             | 18 novembre 2006      | Spacewatch           |
| 262700 | 2006 WX202             | 27 novembre 2006      | Mt. Lemmon Survey    |

### 262701-262800
| Nom                    | Désignation provisoire | Date de la découverte | Découvreur        |
| ---------------------- | ---------------------- | --------------------- | ----------------- |
| 262701                 | 2006 WZ202             | 16 novembre 2006      | Spacewatch        |
| 262702                 | 2006 XS                | 10 décembre 2006      | Ferrando, R.      |
| 262703                 | 2006 XL3               | 12 décembre 2006      | Kocher, P.        |
| 262704                 | 2006 XG4               | 14 décembre 2006      | Apitzsch, R.      |
| (262705) Vosne-Romanée | 2006 XH4               | 14 décembre 2006      | Ory, M.           |
| 262706                 | 2006 XS4               | 13 décembre 2006      | Yeung, W. K. Y.   |
| 262707                 | 2006 XE5               | 1er décembre 2006     | Mt. Lemmon Survey |
| 262708                 | 2006 XO6               | 9 décembre 2006       | NEAT              |
| 262709                 | 2006 XG7               | 9 décembre 2006       | Spacewatch        |
| 262710                 | 2006 XO7               | 9 décembre 2006       | Spacewatch        |
| 262711                 | 2006 XT7               | 9 décembre 2006       | NEAT              |
| 262712                 | 2006 XH8               | 9 décembre 2006       | Spacewatch        |
| 262713                 | 2006 XD12              | 10 décembre 2006      | Spacewatch        |
| 262714                 | 2006 XQ14              | 10 décembre 2006      | Spacewatch        |
| 262715                 | 2006 XT17              | 10 décembre 2006      | Spacewatch        |
| 262716                 | 2006 XE18              | 10 décembre 2006      | Spacewatch        |
| 262717                 | 2006 XJ18              | 10 décembre 2006      | Spacewatch        |
| 262718                 | 2006 XS19              | 11 décembre 2006      | Spacewatch        |
| 262719                 | 2006 XE20              | 11 décembre 2006      | Spacewatch        |
| 262720                 | 2006 XV20              | 11 décembre 2006      | CSS               |
| 262721                 | 2006 XA22              | 12 décembre 2006      | Spacewatch        |
| 262722                 | 2006 XL24              | 12 décembre 2006      | Spacewatch        |
| 262723                 | 2006 XM25              | 12 décembre 2006      | Mt. Lemmon Survey |
| 262724                 | 2006 XQ28              | 13 décembre 2006      | CSS               |
| 262725                 | 2006 XV28              | 13 décembre 2006      | LINEAR            |
| 262726                 | 2006 XY28              | 13 décembre 2006      | Mt. Lemmon Survey |
| 262727                 | 2006 XL32              | 9 décembre 2006       | Spacewatch        |
| 262728                 | 2006 XE33              | 11 décembre 2006      | Spacewatch        |
| 262729                 | 2006 XJ37              | 11 décembre 2006      | Spacewatch        |
| 262730                 | 2006 XV37              | 11 décembre 2006      | Spacewatch        |
| 262731                 | 2006 XX37              | 11 décembre 2006      | Spacewatch        |
| 262732                 | 2006 XP38              | 11 décembre 2006      | Spacewatch        |
| 262733                 | 2006 XA39              | 11 décembre 2006      | Spacewatch        |
| 262734                 | 2006 XN39              | 12 décembre 2006      | Spacewatch        |
| 262735                 | 2006 XW39              | 12 décembre 2006      | Spacewatch        |
| 262736                 | 2006 XA43              | 12 décembre 2006      | Mt. Lemmon Survey |
| 262737                 | 2006 XE45              | 13 décembre 2006      | Spacewatch        |
| 262738                 | 2006 XN45              | 13 décembre 2006      | Spacewatch        |
| 262739                 | 2006 XU46              | 13 décembre 2006      | CSS               |
| 262740                 | 2006 XH47              | 13 décembre 2006      | LINEAR            |
| 262741                 | 2006 XA49              | 13 décembre 2006      | Mt. Lemmon Survey |
| 262742                 | 2006 XE49              | 13 décembre 2006      | Mt. Lemmon Survey |
| 262743                 | 2006 XT49              | 13 décembre 2006      | Mt. Lemmon Survey |
| 262744                 | 2006 XA50              | 13 décembre 2006      | Mt. Lemmon Survey |
| 262745                 | 2006 XB51              | 13 décembre 2006      | Mt. Lemmon Survey |
| 262746                 | 2006 XJ51              | 13 décembre 2006      | Spacewatch        |
| 262747                 | 2006 XN51              | 14 décembre 2006      | Spacewatch        |
| 262748                 | 2006 XZ53              | 15 décembre 2006      | LINEAR            |
| 262749                 | 2006 XU55              | 15 décembre 2006      | Mt. Lemmon Survey |
| 262750                 | 2006 XX55              | 13 décembre 2006      | Mt. Lemmon Survey |
| 262751                 | 2006 XA56              | 13 décembre 2006      | Mt. Lemmon Survey |
| 262752                 | 2006 XD57              | 13 décembre 2006      | Mt. Lemmon Survey |
| 262753                 | 2006 XO57              | 14 décembre 2006      | Mt. Lemmon Survey |
| 262754                 | 2006 XW57              | 14 décembre 2006      | LINEAR            |
| 262755                 | 2006 XN58              | 14 décembre 2006      | Spacewatch        |
| 262756                 | 2006 XE60              | 14 décembre 2006      | Spacewatch        |
| 262757                 | 2006 XN60              | 14 décembre 2006      | Spacewatch        |
| 262758                 | 2006 XZ60              | 15 décembre 2006      | LINEAR            |
| 262759                 | 2006 XD61              | 15 décembre 2006      | Mt. Lemmon Survey |
| 262760                 | 2006 XE62              | 15 décembre 2006      | Spacewatch        |
| 262761                 | 2006 XO64              | 12 décembre 2006      | NEAT              |
| 262762                 | 2006 XP64              | 12 décembre 2006      | NEAT              |
| 262763                 | 2006 XH66              | 13 décembre 2006      | CSS               |
| 262764                 | 2006 XE69              | 13 décembre 2006      | Spacewatch        |
| 262765                 | 2006 XN69              | 15 décembre 2006      | Spacewatch        |
| 262766                 | 2006 XX69              | 11 décembre 2006      | Spacewatch        |
| 262767                 | 2006 XY72              | 15 décembre 2006      | Spacewatch        |
| 262768                 | 2006 YC1               | 16 décembre 2006      | Spacewatch        |
| 262769                 | 2006 YS4               | 16 décembre 2006      | Mt. Lemmon Survey |
| 262770                 | 2006 YT4               | 16 décembre 2006      | Mt. Lemmon Survey |
| 262771                 | 2006 YY5               | 17 décembre 2006      | Mt. Lemmon Survey |
| 262772                 | 2006 YH7               | 20 décembre 2006      | NEAT              |
| 262773                 | 2006 YR7               | 20 décembre 2006      | NEAT              |
| 262774                 | 2006 YZ7               | 20 décembre 2006      | NEAT              |
| 262775                 | 2006 YR8               | 20 décembre 2006      | Mt. Lemmon Survey |
| 262776                 | 2006 YA12              | 22 décembre 2006      | Sposetti, S.      |
| 262777                 | 2006 YR12              | 23 décembre 2006      | Sposetti, S.      |
| 262778                 | 2006 YZ12              | 25 décembre 2006      | Sposetti, S.      |
| 262779                 | 2006 YM13              | 18 décembre 2006      | LINEAR            |
| 262780                 | 2006 YO13              | 23 décembre 2006      | CSS               |
| 262781                 | 2006 YN14              | 25 décembre 2006      | Jarnac            |
| 262782                 | 2006 YF18              | 22 décembre 2006      | LINEAR            |
| 262783                 | 2006 YL18              | 23 décembre 2006      | Mt. Lemmon Survey |
| 262784                 | 2006 YS19              | 24 décembre 2006      | Spacewatch        |
| 262785                 | 2006 YD20              | 20 décembre 2006      | Mt. Lemmon Survey |
| 262786                 | 2006 YO23              | 21 décembre 2006      | Spacewatch        |
| 262787                 | 2006 YJ25              | 21 décembre 2006      | Spacewatch        |
| 262788                 | 2006 YN29              | 21 décembre 2006      | Spacewatch        |
| 262789                 | 2006 YG34              | 21 décembre 2006      | Spacewatch        |
| 262790                 | 2006 YK34              | 21 décembre 2006      | Spacewatch        |
| 262791                 | 2006 YB37              | 21 décembre 2006      | Spacewatch        |
| 262792                 | 2006 YF38              | 21 décembre 2006      | Spacewatch        |
| 262793                 | 2006 YC39              | 21 décembre 2006      | Spacewatch        |
| 262794                 | 2006 YK42              | 22 décembre 2006      | LINEAR            |
| 262795                 | 2006 YE43              | 24 décembre 2006      | Mt. Lemmon Survey |
| 262796                 | 2006 YS46              | 21 décembre 2006      | Mt. Lemmon Survey |
| 262797                 | 2006 YJ47              | 22 décembre 2006      | LINEAR            |
| 262798                 | 2006 YY48              | 22 décembre 2006      | LINEAR            |
| 262799                 | 2006 YD50              | 21 décembre 2006      | Buie, M. W.       |
| 262800                 | 2006 YK50              | 21 décembre 2006      | Buie, M. W.       |

### 262801-262900
| Nom                 | Désignation provisoire | Date de la découverte | Découvreur            |
| ------------------- | ---------------------- | --------------------- | --------------------- |
| 262801              | 2006 YP52              | 16 décembre 2006      | Spacewatch            |
| 262802              | 2006 YU53              | 27 décembre 2006      | Mt. Lemmon Survey     |
| 262803              | 2006 YZ53              | 27 décembre 2006      | Mt. Lemmon Survey     |
| 262804              | 2006 YE54              | 24 décembre 2006      | Spacewatch            |
| 262805              | 2006 YS54              | 27 décembre 2006      | Mt. Lemmon Survey     |
| 262806              | 2006 YX54              | 27 décembre 2006      | Mt. Lemmon Survey     |
| 262807              | 2007 AU                | 8 janvier 2007        | Mt. Lemmon Survey     |
| 262808              | 2007 AW                | 8 janvier 2007        | Mt. Lemmon Survey     |
| 262809              | 2007 AA5               | 8 janvier 2007        | Mt. Lemmon Survey     |
| 262810              | 2007 AR5               | 8 janvier 2007        | Mt. Lemmon Survey     |
| 262811              | 2007 AM7               | 9 janvier 2007        | Mt. Lemmon Survey     |
| 262812              | 2007 AG8               | 10 janvier 2007       | Nyukasa               |
| 262813              | 2007 AN8               | 10 janvier 2007       | Nyukasa               |
| 262814              | 2007 AR9               | 8 janvier 2007        | Spacewatch            |
| 262815              | 2007 AA10              | 8 janvier 2007        | Mt. Lemmon Survey     |
| 262816              | 2007 AM10              | 10 janvier 2007       | Spacewatch            |
| 262817              | 2007 AJ14              | 9 janvier 2007        | Mt. Lemmon Survey     |
| 262818              | 2007 AQ16              | 13 janvier 2007       | LINEAR                |
| 262819              | 2007 AQ17              | 15 janvier 2007       | LONEOS                |
| 262820              | 2007 AG18              | 8 janvier 2007        | CSS                   |
| 262821              | 2007 AH19              | 15 janvier 2007       | LONEOS                |
| 262822              | 2007 AL19              | 15 janvier 2007       | CSS                   |
| 262823              | 2007 AP19              | 15 janvier 2007       | LONEOS                |
| 262824              | 2007 AB21              | 10 janvier 2007       | Mt. Lemmon Survey     |
| (262825) Dianearbus | 2007 AD23              | 10 janvier 2007       | Mt. Lemmon Survey     |
| 262826              | 2007 AM23              | 10 janvier 2007       | Mt. Lemmon Survey     |
| 262827              | 2007 AN23              | 10 janvier 2007       | Mt. Lemmon Survey     |
| 262828              | 2007 AN27              | 10 janvier 2007       | Mt. Lemmon Survey     |
| 262829              | 2007 AO27              | 8 janvier 2007        | Spacewatch            |
| 262830              | 2007 AY28              | 10 janvier 2007       | Mt. Lemmon Survey     |
| 262831              | 2007 AW29              | 10 janvier 2007       | Mt. Lemmon Survey     |
| 262832              | 2007 BP                | 16 janvier 2007       | LINEAR                |
| 262833              | 2007 BD1               | 16 janvier 2007       | CSS                   |
| 262834              | 2007 BY1               | 16 janvier 2007       | Mt. Lemmon Survey     |
| 262835              | 2007 BE2               | 16 janvier 2007       | CSS                   |
| 262836              | 2007 BN3               | 16 janvier 2007       | LINEAR                |
| 262837              | 2007 BP3               | 16 janvier 2007       | LONEOS                |
| 262838              | 2007 BM4               | 16 janvier 2007       | CSS                   |
| 262839              | 2007 BF5               | 17 janvier 2007       | NEAT                  |
| 262840              | 2007 BM5               | 17 janvier 2007       | CSS                   |
| 262841              | 2007 BB6               | 17 janvier 2007       | NEAT                  |
| 262842              | 2007 BT6               | 17 janvier 2007       | NEAT                  |
| 262843              | 2007 BO8               | 16 janvier 2007       | CSS                   |
| 262844              | 2007 BQ10              | 17 janvier 2007       | Spacewatch            |
| 262845              | 2007 BL12              | 17 janvier 2007       | Spacewatch            |
| 262846              | 2007 BX16              | 17 janvier 2007       | NEAT                  |
| 262847              | 2007 BR17              | 17 janvier 2007       | Spacewatch            |
| 262848              | 2007 BT17              | 17 janvier 2007       | NEAT                  |
| 262849              | 2007 BC19              | 18 janvier 2007       | NEAT                  |
| 262850              | 2007 BK19              | 21 janvier 2007       | LINEAR                |
| 262851              | 2007 BT19              | 23 janvier 2007       | LONEOS                |
| 262852              | 2007 BN20              | 23 janvier 2007       | LONEOS                |
| 262853              | 2007 BF21              | 23 janvier 2007       | LINEAR                |
| 262854              | 2007 BQ30              | 25 janvier 2007       | Spacewatch            |
| 262855              | 2007 BS31              | 23 janvier 2007       | LINEAR                |
| 262856              | 2007 BP33              | 24 janvier 2007       | Mt. Lemmon Survey     |
| 262857              | 2007 BV33              | 24 janvier 2007       | Mt. Lemmon Survey     |
| 262858              | 2007 BR34              | 24 janvier 2007       | Mt. Lemmon Survey     |
| 262859              | 2007 BG35              | 24 janvier 2007       | LINEAR                |
| 262860              | 2007 BS36              | 24 janvier 2007       | LINEAR                |
| 262861              | 2007 BG38              | 24 janvier 2007       | CSS                   |
| 262862              | 2007 BS38              | 24 janvier 2007       | CSS                   |
| 262863              | 2007 BY38              | 24 janvier 2007       | Spacewatch            |
| 262864              | 2007 BG39              | 24 janvier 2007       | Mt. Lemmon Survey     |
| 262865              | 2007 BZ40              | 24 janvier 2007       | Mt. Lemmon Survey     |
| 262866              | 2007 BD47              | 26 janvier 2007       | Spacewatch            |
| 262867              | 2007 BH48              | 26 janvier 2007       | Spacewatch            |
| 262868              | 2007 BS48              | 26 janvier 2007       | Spacewatch            |
| 262869              | 2007 BD49              | 26 janvier 2007       | Spacewatch            |
| 262870              | 2007 BM50              | 23 janvier 2007       | LINEAR                |
| 262871              | 2007 BB51              | 24 janvier 2007       | Spacewatch            |
| 262872              | 2007 BJ58              | 24 janvier 2007       | CSS                   |
| 262873              | 2007 BR58              | 24 janvier 2007       | CSS                   |
| 262874              | 2007 BV58              | 24 janvier 2007       | CSS                   |
| 262875              | 2007 BD62              | 27 janvier 2007       | Mt. Lemmon Survey     |
| (262876) Davidlynch | 2007 BL73              | 21 janvier 2007       | Merlin, J.-C.         |
| 262877              | 2007 BM74              | 17 janvier 2007       | Spacewatch            |
| 262878              | 2007 BV74              | 27 janvier 2007       | Mt. Lemmon Survey     |
| 262879              | 2007 BC75              | 27 janvier 2007       | Spacewatch            |
| 262880              | 2007 BT75              | 17 janvier 2007       | Spacewatch            |
| 262881              | 2007 BE78              | 28 janvier 2007       | Mt. Lemmon Survey     |
| 262882              | 2007 BA80              | 24 janvier 2007       | CSS                   |
| 262883              | 2007 CX1               | 6 février 2007        | Spacewatch            |
| 262884              | 2007 CQ2               | 6 février 2007        | Spacewatch            |
| 262885              | 2007 CM5               | 7 février 2007        | CSS                   |
| 262886              | 2007 CK7               | 6 février 2007        | Spacewatch            |
| 262887              | 2007 CD10              | 6 février 2007        | Mt. Lemmon Survey     |
| 262888              | 2007 CG13              | 6 février 2007        | Lin, H.-C., Ye, Q.-z. |
| 262889              | 2007 CW14              | 7 février 2007        | Mt. Lemmon Survey     |
| 262890              | 2007 CJ17              | 8 février 2007        | Mt. Lemmon Survey     |
| 262891              | 2007 CM17              | 8 février 2007        | Mt. Lemmon Survey     |
| 262892              | 2007 CA20              | 6 février 2007        | NEAT                  |
| 262893              | 2007 CP20              | 6 février 2007        | Mt. Lemmon Survey     |
| 262894              | 2007 CU21              | 6 février 2007        | NEAT                  |
| 262895              | 2007 CB23              | 6 février 2007        | Mt. Lemmon Survey     |
| 262896              | 2007 CH25              | 8 février 2007        | Spacewatch            |
| 262897              | 2007 CA30              | 6 février 2007        | Mt. Lemmon Survey     |
| 262898              | 2007 CX33              | 6 février 2007        | Mt. Lemmon Survey     |
| 262899              | 2007 CF40              | 6 février 2007        | Mt. Lemmon Survey     |
| 262900              | 2007 CF42              | 7 février 2007        | Mt. Lemmon Survey     |

### 262901-263000
| Nom                     | Désignation provisoire | Date de la découverte | Découvreur        |
| ----------------------- | ---------------------- | --------------------- | ----------------- |
| 262901                  | 2007 CV42              | 7 février 2007        | Mt. Lemmon Survey |
| 262902                  | 2007 CQ44              | 8 février 2007        | NEAT              |
| 262903                  | 2007 CC46              | 8 février 2007        | NEAT              |
| 262904                  | 2007 CE46              | 8 février 2007        | NEAT              |
| 262905                  | 2007 CS46              | 8 février 2007        | NEAT              |
| 262906                  | 2007 CT46              | 8 février 2007        | NEAT              |
| 262907                  | 2007 CV46              | 8 février 2007        | NEAT              |
| 262908                  | 2007 CU50              | 13 février 2007       | CSS               |
| 262909                  | 2007 CA51              | 11 février 2007       | Durig, D. T.      |
| 262910                  | 2007 CL51              | 15 février 2007       | Ory, M.           |
| 262911                  | 2007 CE52              | 9 février 2007        | CSS               |
| 262912                  | 2007 CW52              | 13 février 2007       | Mt. Lemmon Survey |
| 262913                  | 2007 CF53              | 13 février 2007       | LINEAR            |
| 262914                  | 2007 CW54              | 15 février 2007       | Bickel, W.        |
| 262915                  | 2007 CZ54              | 10 février 2007       | CSS               |
| 262916                  | 2007 CK58              | 9 février 2007        | CSS               |
| 262917                  | 2007 CC61              | 13 février 2007       | LINEAR            |
| 262918                  | 2007 CA62              | 10 février 2007       | CSS               |
| 262919                  | 2007 CB64              | 15 février 2007       | Birtwhistle, P.   |
| 262920                  | 2007 CN64              | 8 février 2007        | Spacewatch        |
| 262921                  | 2007 CR64              | 10 février 2007       | Mt. Lemmon Survey |
| 262922                  | 2007 CH65              | 13 février 2007       | Mt. Lemmon Survey |
| 262923                  | 2007 DD2               | 16 février 2007       | CSS               |
| 262924                  | 2007 DH4               | 16 février 2007       | Mt. Lemmon Survey |
| 262925                  | 2007 DS4               | 17 février 2007       | Spacewatch        |
| 262926                  | 2007 DA7               | 16 février 2007       | CSS               |
| 262927                  | 2007 DQ8               | 17 février 2007       | Spacewatch        |
| 262928                  | 2007 DQ9               | 17 février 2007       | Spacewatch        |
| 262929                  | 2007 DS9               | 17 février 2007       | LINEAR            |
| 262930                  | 2007 DF12              | 16 février 2007       | NEAT              |
| 262931                  | 2007 DM12              | 16 février 2007       | CSS               |
| 262932                  | 2007 DB17              | 17 février 2007       | Spacewatch        |
| 262933                  | 2007 DY17              | 17 février 2007       | Spacewatch        |
| 262934                  | 2007 DO19              | 17 février 2007       | Spacewatch        |
| 262935                  | 2007 DW19              | 17 février 2007       | Spacewatch        |
| 262936                  | 2007 DJ21              | 17 février 2007       | Spacewatch        |
| 262937                  | 2007 DG25              | 17 février 2007       | Spacewatch        |
| 262938                  | 2007 DK27              | 17 février 2007       | Spacewatch        |
| 262939                  | 2007 DY28              | 17 février 2007       | Spacewatch        |
| 262940                  | 2007 DT30              | 17 février 2007       | Spacewatch        |
| 262941                  | 2007 DC31              | 17 février 2007       | Spacewatch        |
| 262942                  | 2007 DO32              | 17 février 2007       | Spacewatch        |
| 262943                  | 2007 DA33              | 17 février 2007       | Spacewatch        |
| 262944                  | 2007 DH37              | 17 février 2007       | Spacewatch        |
| 262945                  | 2007 DT41              | 16 février 2007       | Mt. Lemmon Survey |
| 262946                  | 2007 DB43              | 17 février 2007       | Mt. Lemmon Survey |
| 262947                  | 2007 DT45              | 21 février 2007       | Spacewatch        |
| 262948                  | 2007 DG48              | 21 février 2007       | Mt. Lemmon Survey |
| 262949                  | 2007 DE51              | 17 février 2007       | Spacewatch        |
| 262950                  | 2007 DK52              | 19 février 2007       | Spacewatch        |
| 262951                  | 2007 DN58              | 21 février 2007       | Spacewatch        |
| 262952                  | 2007 DC60              | 23 février 2007       | CSS               |
| 262953                  | 2007 DL75              | 21 février 2007       | Spacewatch        |
| 262954                  | 2007 DN75              | 21 février 2007       | Spacewatch        |
| 262955                  | 2007 DC76              | 21 février 2007       | Spacewatch        |
| 262956                  | 2007 DA77              | 22 février 2007       | CSS               |
| 262957                  | 2007 DQ77              | 22 février 2007       | Spacewatch        |
| 262958                  | 2007 DC78              | 23 février 2007       | CSS               |
| 262959                  | 2007 DN84              | 22 février 2007       | Calvin College    |
| 262960                  | 2007 DY88              | 23 février 2007       | Spacewatch        |
| 262961                  | 2007 DT90              | 23 février 2007       | Spacewatch        |
| 262962                  | 2007 DY91              | 23 février 2007       | Mt. Lemmon Survey |
| 262963                  | 2007 DH95              | 23 février 2007       | Spacewatch        |
| 262964                  | 2007 DH96              | 23 février 2007       | Mt. Lemmon Survey |
| 262965                  | 2007 DR99              | 25 février 2007       | Mt. Lemmon Survey |
| 262966                  | 2007 DO101             | 26 février 2007       | CSS               |
| 262967                  | 2007 DT105             | 17 février 2007       | Spacewatch        |
| 262968                  | 2007 DO115             | 21 février 2007       | Mt. Lemmon Survey |
| 262969                  | 2007 DN116             | 16 février 2007       | CSS               |
| 262970                  | 2007 EB1               | 6 mars 2007           | NEAT              |
| 262971                  | 2007 EH9               | 9 mars 2007           | Mt. Lemmon Survey |
| (262972) Petermansfield | 2007 ER9               | 9 mars 2007           | Casulli, V. S.    |
| 262973                  | 2007 ET10              | 9 mars 2007           | Spacewatch        |
| 262974                  | 2007 EK12              | 9 mars 2007           | NEAT              |
| 262975                  | 2007 EK14              | 9 mars 2007           | NEAT              |
| 262976                  | 2007 EV16              | 9 mars 2007           | Spacewatch        |
| 262977                  | 2007 EX17              | 9 mars 2007           | Mt. Lemmon Survey |
| 262978                  | 2007 EN19              | 10 mars 2007          | Mt. Lemmon Survey |
| 262979                  | 2007 EL24              | 10 mars 2007          | Mt. Lemmon Survey |
| 262980                  | 2007 EE25              | 10 mars 2007          | Mt. Lemmon Survey |
| 262981                  | 2007 EJ30              | 9 mars 2007           | NEAT              |
| 262982                  | 2007 EG31              | 10 mars 2007          | Spacewatch        |
| 262983                  | 2007 EK43              | 9 mars 2007           | Spacewatch        |
| 262984                  | 2007 EX43              | 9 mars 2007           | Spacewatch        |
| 262985                  | 2007 EG46              | 9 mars 2007           | Mt. Lemmon Survey |
| 262986                  | 2007 EC48              | 9 mars 2007           | Spacewatch        |
| 262987                  | 2007 EA54              | 11 mars 2007          | Spacewatch        |
| 262988                  | 2007 EJ62              | 10 mars 2007          | Spacewatch        |
| 262989                  | 2007 ER70              | 10 mars 2007          | Spacewatch        |
| 262990                  | 2007 EP80              | 11 mars 2007          | Spacewatch        |
| 262991                  | 2007 EA83              | 12 mars 2007          | Spacewatch        |
| 262992                  | 2007 EC90              | 9 mars 2007           | Mt. Lemmon Survey |
| 262993                  | 2007 EE90              | 9 mars 2007           | Mt. Lemmon Survey |
| 262994                  | 2007 EJ92              | 10 mars 2007          | Spacewatch        |
| 262995                  | 2007 EP97              | 11 mars 2007          | Spacewatch        |
| 262996                  | 2007 EU98              | 11 mars 2007          | Spacewatch        |
| 262997                  | 2007 EK106             | 11 mars 2007          | Spacewatch        |
| 262998                  | 2007 EW106             | 11 mars 2007          | LONEOS            |
| 262999                  | 2007 EP109             | 11 mars 2007          | Spacewatch        |
| 263000                  | 2007 ET109             | 11 mars 2007          | Spacewatch        |

## Sources
- (en) Base de données du Centre des planètes mineures